# Wasilij Maksimienko
Wasilij Iwanowicz Maksimienko (ros. Василий Иванович Максименко, ur. 30 stycznia?/12 lutego 1913 w Charcysku, zm. 5 czerwca 2004 w Rydze) – radziecki lotnik wojskowy, pułkownik, Bohater Związku Radzieckiego (1942).

## Życiorys
Urodził się w rosyjskiej rodzinie robotniczej. Skończył 7 klas szkoły i 2 kursy leningradzkiego technikum elektro-spawalniczego, od września 1935 służył w Armii Czerwonej, w 1938 ukończył wojskowo-lotniczą szkołę pilotów w Orenburgu. We wrześniu 1939 brał udział w agresji ZSRR na Polskę, od 1941 należał do WKP(b), od lipca 1941 uczestniczył w wojnie z Niemcami, dowodził eskadrą 88 pułku lotnictwa myśliwskiego 216 Dywizji Lotnictwa Myśliwskiego 4 Armii Powietrznej Frontu Zakaukaskiego. Do października 1942 wykonał 250 lotów bojowych, w 15 walkach powietrznych strącił 7 samolotów wroga, w walce pod Mozdokiem 25 sierpnia 1942 został ciężko ranny. Od sierpnia 1943 do końca wojny dowodził 88 pułkiem lotnictwa myśliwskiego, który w 1944 otrzymał miano gwardyjskiego, a później również honorowe miano „Noworosyjskiego” oraz Order Czerwonego Sztandaru. Uczestniczył w operacji noworosyjsko-tamańskiej, krymskiej, białoruskiej, wschodniopruskiej i pomorskiej. Do maja 1945 wykonał łącznie 516 lotów bojowych, strącił osobiście 7 samolotów i w grupie 9. W 1949 został dowódcą 47 pułku lotnictwa myśliwskiego w Knewiczach pod Władywostokiem, w 1955 ukończył Akademię Wojskowo-Morską im. Woroszyłowa, w 1961 przeszedł do rezerwy w stopniu pułkownika.

## Odznaczenia
- Złota Gwiazda Bohatera Związku Radzieckiego (23 listopada 1942)[1]
- Order Lenina (23 listopada 1942)
- Order Czerwonego Sztandaru (trzykrotnie)
- Order Suworowa II klasy (28 kwietnia 1945)
- Order Aleksandra Newskiego (4 września 1944)
- Order Wojny Ojczyźnianej I klasy (dwukrotnie - 25 października 1943 i 11 marca 1985)
- Order Czerwonej Gwiazdy

I medale ZSRR oraz odznaczenia zagraniczne.